# Malika Ufqir
Malika Ufqir (en árabe, مليكة أوفقير), también llamada Malika Oufkir, de acuerdo con la transliteración francesa de su apellido, (nacida el 2 de abril de 1953) es una escritora marroquí hija del general y primer ministro de Hassan II, Mohammed Ufqir, que dirigió un fallido golpe militar contra este monarca.

## Biografía
Tras el golpe fallido de Mohammed Ufqir, su familia fue encarcelada en condiciones infrahumanas durante más de 20 años. En su libro Prisionnière (Prisionero)  relata las dramáticas circunstancias de ese cautiverio.
Malika Ufqir también ha escrito sobre la familia real marroquí y sobre las condiciones de vida en el harem de Hassan II.